# Jaraba (Spanyolország)
Jaraba (aragónul Charava) település Spanyolországban,  Zaragoza tartományban. Jaraba Calmarza és Sisamón községekkel határos. Lakosainak száma 295 fő (2024).

## Népesség
A település népessége az utóbbi években az alábbiak szerint változott:
| Lakosok száma | 314  | 316  | 326  | 358  | 355  | 329  | 301  | 280  | 280  | 295  |
|               | 2001 | 2004 | 2007 | 2009 | 2012 | 2014 | 2017 | 2019 | 2022 | 2024 |